# Renato Bottacini
Renato Bottacini (Verona, 2 marzo 1901 – Bologna, 3 agosto 1979) è stato un dirigente sportivo, allenatore di calcio e calciatore italiano, di ruolo difensore.
Disputa dieci campionati, per un totale di 167 gare, in Prima Categoria/Serie A, con le maglie di Bentegodi Verona, Hellas Verona, Bologna e Lazio.

## Carriera

### Giocatore
Impara a giocare sulla piazza della basilica di San Zeno; i suoi maestri furono i soldati inglesi di stanza in città durante la prima guerra mondiale. La sua prima squadra fu il Bentegodi Verona, con la quale partecipò ai campionati di Promozione Veneto. Nel 1921 si trasferì nella squadra rivale dell'Hellas Verona, giocandovi fino al 1925, quando fu acquistato dal Bologna. Il campionato 1926-1927 lo giocò in prestito alla SPAL.
La Lazio lo acquista nel 1927 dal Bologna; nella Capitale gioca fino al 1931.
Conta 167 partite in Serie A, 18 in Serie B, 154 in Serie C e vanta anche una presenza con una rappresentativa nazionale "ferrovieri" (a Roma il 6 aprile 1930, Italia-Ungheria 2-2).

### Allenatore
Al Rovigo ricopre il doppio incarico di giocatore/allenatore; dal 1937 al 1942 si applica alla funzione unica di allenatore.
Trasferitosi a Merano durante il secondo conflitto mondiale, allena la squadra locale fino al 1947. Successivamente è al Bolzano, mentre nel 1950 è al Verona dove rimane fino al 1952 allenando nel settore giovanile. Torna in seguito ad allenare il Bolzano fino al 1954 e successivamente il Merano per una stagione. Nel 1956 viene chiamato a guidare il Catanzaro in Serie B. Terminata l'esperienza in Calabria, Bottacini allena per tre anni la squadra della Virtus Don Bosco, formazione bolzanina, e nel campionato 1961-1962 torna al Merano.

## Statistiche
Fonti:

### Presenze e reti nei club
| Stagione                | Squadra                 | Campionato              | Campionato | Campionato | Coppe nazionali | Coppe nazionali | Coppe nazionali | Totale | Totale |
| Stagione                | Squadra                 | Comp                    | Pres       | Reti       | Comp            | Pres            | Reti            | Pres   | Reti   |
| ----------------------- | ----------------------- | ----------------------- | ---------- | ---------- | --------------- | --------------- | --------------- | ------ | ------ |
| 1919-1920               | Bentegodi Verona        | PR                      | ??         | ??         |                 | -               | -               | -      | -      |
| 1920-1921               | Bentegodi Verona        | 1C                      | 15         | 0          |                 | -               | -               | 15     | 0      |
| Totale Bentegodi Verona | Totale Bentegodi Verona | Totale Bentegodi Verona | ??         | ??         |                 | -               | -               | -      | -      |
| 1921-1922               | Verona                  | PD                      | 22         | 1          |                 | -               | -               | 22     | 1      |
| 1922-1923               | Verona                  | PD                      | 20         | 0          |                 | -               | -               | 20     | 0      |
| 1923-1924               | Verona                  | PD                      | 22         | 1          |                 | -               | -               | 22     | 1      |
| 1924-1925               | Verona                  | PD                      | 11         | 0          |                 | -               | -               | 11     | 0      |
| Totale Bentegodi Verona | Totale Bentegodi Verona | Totale Bentegodi Verona | 75         | 2          |                 | -               | -               | 75     | 2      |
| 1925-1926               | Bologna                 | PD                      | 2          | 0          |                 | -               | -               | 2      | 0      |
| 1926-1927               | SPAL                    | PD                      | 18         | 0          |                 | -               | -               | 18     | 0      |
| 1927-1928               | Lazio                   | DN                      | 17         | 0          |                 | -               | -               | 17     | 0      |
| 1928-1929               | Lazio                   | DN                      | 29         | 0          |                 | -               | -               | 29     | 0      |
| 1929-1930               | Lazio                   | A                       | 27         | 0          |                 | -               | -               | 27     | 0      |
| 1930-1931               | Lazio                   | A                       | 2          | 0          |                 | -               | -               | 2      | 0      |
| Totale Lazio            | Totale Lazio            | Totale Lazio            | 75         | 0          |                 | -               | -               | 75     | 0      |
| 1931-1932               | Rovigo                  | PD                      | 24         | 0          |                 | -               | -               | 24     | 0      |
| 1932-1933               | Rovigo                  | PD                      | 24         | 8          |                 | -               | -               | 24     | 8      |
| 1933-1934               | Rovigo                  | PD                      | 26         | 2          |                 | -               | -               | 26     | 2      |
| 1934-1935               | Rovigo                  | PD                      | 25         | 6          |                 | -               | -               | 25     | 6      |
| 1935-1936               | Rovigo                  | C                       | 30         | 0          | CI              | 5               | 0               | 35     | 0      |
| 1936-1937               | Rovigo                  | C                       | 25         | 0          | CI              | 1               | 0               | 26     | 0      |
| Totale Rovigo           | Totale Rovigo           | Totale Rovigo           | 154        | 16         |                 | 6               | -               | 160    | 22     |

## Curiosità
- In occasione della preparazione ai Giochi olimpici del 1960 a Roma, venne invitato da Giulio Onesti a visitare gli impianti, tornando così nella Capitale che l'aveva visto protagonista a cavallo degli anni trenta. Tenne per la F.I.G.C. numerosi corsi di formazione centrali e periferici alle nuove leve di allenatori.[senza fonte]
- Allenatore di prima categoria a Firenze: al primo corso nazionale indetto nel 1948 dalla Commissione Tecnica Federale, Renato Bottacini risultò secondo assoluto dietro a Fulvio Bernardini.

## Palmarès

### Allenatore

#### Competizioni nazionali
- Prima Divisione: 1

Merano: 1945-1946
- IV Serie: 1

Bolzano: 1953-1954